# Наван
На̀ван (на английски: Navan; на ирландски: An Uaimh, в английски превод The cave, „Пещерата“, на английски се произнася по-близко до Невън, ˈnævən) е град в североизточната част на Ирландия. Намира се в графство Мийт на провинция Ленстър около река Бойн. Главен административен център на графство Мийт. Транспортен шосеен възел. Има жп гара по линията между Дроида и Кингскърт. Населението му е 3710 жители, а с прилежащите му околности 24 851 от преброяването през 2006 г. 

## Личности
Родени
- Пиърс Броснан (р.1953), киноактьор

## Побратимени градове
- Сандански, България